# 4673 Bortle
4673 Bortle este un asteroid din centura principală, descoperit pe 8 iunie 1988 de Carolyn Shoemaker.